# آرتم موروزوف
آرتم موروزوف (اوکراینی: Артем Миколайович Морозов؛ زادهٔ ۲۹ february ۱۹۸۰ (۴۵ سال)) ورزشکار روئینگ اهل اوکراین است. وی از قایقرانان روئینگ بازی‌های المپیک تابستانی بوده است.
وی در مسابقات کشوری و بین‌المللی در مجموع برندهٔ ۲ مدال طلا، ۱ مدال برنز شده‌است.